# Departamento de Letras e Artes da Universidade Estadual de Feira de Santana

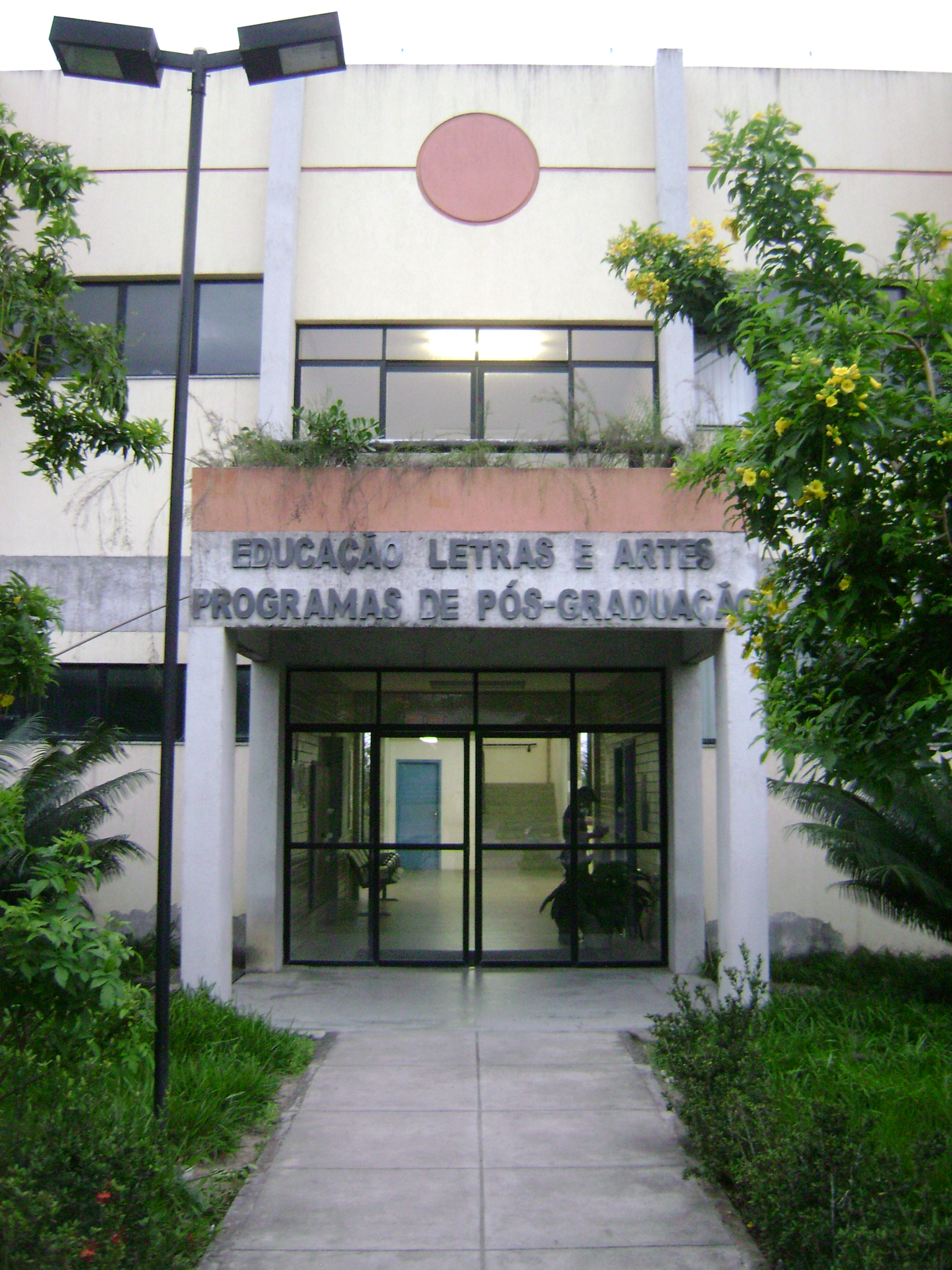
Entrada do departamento

O Departamento de Letras e Artes da Universidade Estadual de Feira de Santana (DLA) é o departamento da Universidade Estadual de Feira de Santana (UEFS) responsável pelos cursos e disciplinas ofertadas na área de letras e artes, sendo fundado em 1982. O curso de Letras foi o primeiro curso da UEFS, sendo oferecido desde os tempos em que a Universidade era somente a Faculdade de Educação de Feira de Santana.

## Cursos oferecidos
O DLA é responsável por cinco cursos de licenciatura e sete de pós-graduação, sendo eles:
- Licenciatura
  - Letras com Língua Espanhola
  - Letras com Língua Francesa
  - Letras com Língua Inglesa
  - Letras Vernáculas
  - Música
- Especialização (lato sensu)
  - Desenho
  - Estudos Linguísticos
  - Estudos Literários
  - Língua Espanhola
- Mestrado (stricto sensu)
  - Desenho, Cultura e Interatividade
  - Estudos Linguísticos
  - Literatura e Diversidade Cultural

## Núcleos
O Departamento também conta com nove núcleos voltados para as áreas afins, sendo:
- Núcleo de Criação Literária
- Núcleo de Desenho e Artes
- Núcleo de Estudos Canadenses
- Núcleo de Estudos da Espetacularidade
- Núcleo de Estudos do Manuscrito
- Núcleo de Estudos do Sertão
- Núcleo de Estudos Francófonos
- Núcleo de Estudos Portugueses
- Núcleo de Leitura

## Laboratórios
Existem três laboratórios vinculados ao DLA, sendo:
- Laboratório de Informática em Letras (LIAL)
- Laboratório de Linguística
- Laboratório de Línguas Estrangeiras Profª. Itan Barbosa